# Le Houga
Le Houga é uma comuna francesa na região administrativa da Occitânia, no departamento de Gers. Estende-se por uma área de 31.51 km², e possui 1.168 habitantes, segundo o censo de 2018, com uma densidade de 37 hab/km².